# Nazril Irham
Ariel lub Ariel Noah, właśc. Nazril Irham (ur. 16 września 1981 w Pangkalan Brandan) – indonezyjski piosenkarz, wokalista zespołu muzycznego Noah (dawniej znanego jako Peterpan).
W 2010 roku został aresztowany pod zarzutem dystrybucji materiałów pornograficznych.